# Victor Hofmans
Victor Hofmans (8 april 1994) is een Belgische atleet, die gespecialiseerd is in de sprint. Hij veroverde tot op heden twee Belgische titels.

## Biografie
Hofmans begon op zijn zestiende met atletiek. Hij werd in 2018 voor het eerst Belgisch indoorkampioen op de 200 m. 
Hofmans is aangesloten bij Olse Merksem.

## Belgische kampioenschappen
Indoor
| Onderdeel | Jaar       |
| --------- | ---------- |
| 200 m     | 2018, 2020 |

## Persoonlijke records
Outdoor
| Onderdeel | Prestatie | Wind     | Datum        | Plaats   |
| --------- | --------- | -------- | ------------ | -------- |
| 100 m     | 10,67 s   | +1,3 m/s | 10 juni 2023 | Oordegem |
| 200 m     | 20,99 s   | +0,2 m/s | 10 juni 2023 | Oordegem |

Indoor
| Onderdeel | Prestatie | Datum            | Plaats |
| --------- | --------- | ---------------- | ------ |
| 60 m      | 6,93 s    | 26 februari 2017 | Gent   |
| 200 m     | 21,27 s   | 16 februari 2020 | Gent   |

## Palmares
200 m
- 2017:  BK indoor AC – 21,69 s
- 2017:  BK AC – 21,30 s
- 2018:  BK indoor AC – 21,46 s
- 2020:  BK indoor AC – 21,27 s
- 2024:  BK indoor AC – 21,47 s